# Sergio Girardi
Sergio Girardi (Belfiore, 26 marzo 1946) è un ex calciatore italiano, di ruolo portiere.

## Caratteristiche tecniche
Nonostante il ruolo, si dimostrò abile nel battere i calci di rigore. Durante la sua carriera a Palermo, i tifosi rosanero lo soprannominarono "Formaggino Mio" per l'abitudine di gridare ai compagni "Mio!" durante le uscite aeree in area di rigore.

## Carriera

Girardi (a sinistra) al Genoa nel 1977, a colloquio con lo juventino Dino Zoff, già suo collega a Mantova.

Esordì in Serie A con la maglia del Mantova il 1º ottobre 1967, in Mantova-Inter (0-0).
Giocò in massima serie anche con le maglie della suddetta Inter, del Palermo e del Genoa, conquistando inoltre due promozioni in massima serie, nella stagione 1971-1972 con i rosanero, e nell'annata 1975-1976 con i rossoblù. Passò ai liguri nella trattativa che portò Giuseppe Spalazzi in Sicilia.
Coinvolto inizialmente nel 1980 nello scandalo del Totonero, e per questo arrestato il 23 marzo, non subì nessuna condanna sportiva.
Nello stesso anno tornò a giocare a Mantova, in Serie C1, dove rimase per quattro stagioni. Si ritirò nel 1985, dopo un'ultima stagione disputata con la maglia del Ravenna, in Interregionale.
In carriera ha totalizzato complessivamente 111 presenze in Serie A e 224 presenze in Serie B.

## Palmarès

### Club

#### Competizioni nazionali
- Campionato italiano di Serie B: 1

Genoa: 1975-1976
- Campionato Interregionale: 1

Ravenna: 1984-1985